# Kan-Komplex
In der Algebraischen Topologie, einem Teilgebiet der Mathematik, sind Kan-Komplexe ein Hilfsmittel zur kombinatorischen Definition von Homotopiegruppen.

## Definition

Der violette 2-Simplex hat die schwarzen Kanten als Ränder:.

Eine simpliziale Menge ist ein Kan-Komplex, wenn sie die Kan-Erweiterungs-Eigenschaft erfüllt:
Für alle {\displaystyle n\in \mathbb {N} ,0\leq k\leq n+1} und jede {\displaystyle (n+1)}-elementige Menge {\displaystyle \left\{\tau _{0},\ldots ,\tau _{k-1},\tau _{k+1},\ldots \tau _{n+1}\right\}} von {\displaystyle n}-Simplizes mit {\displaystyle \partial _{i}\tau _{j}=\partial _{j-1}\tau _{i}} für alle {\displaystyle i<j} gibt es ein {\displaystyle (n+1)}-Simplex {\displaystyle \sigma } mit {\displaystyle \partial _{i}\sigma =\tau _{i}} für {\displaystyle i=0,\ldots ,k-1,k+1,\ldots ,n+1}.

## Homotopiegruppen
D. M. Kan gab eine kombinatorische Definition von Homotopiegruppen für Kan-Komplexe.

## Beispiel
Sei {\displaystyle X} ein topologischer Raum. Die singuläre simpliziale Menge {\displaystyle S_{*}(X)} sei wie folgt definiert. Die {\displaystyle n}-Simplizes in {\displaystyle S_{n}(X)} sind die stetigen Abbildungen des Standard-{\displaystyle n}-Simplexes nach {\displaystyle X}. Die Randabbildungen von {\displaystyle S_{*}(X)} werden von den Randabbildungen {\displaystyle \Delta ^{n-1}\to \Delta ^{n}} induziert.
{\displaystyle S_{*}(X)} ist ein Kan-Komplex, seine Homotopiegruppen (im Sinne von Kan) stimmen mit den Homotopiegruppen von {\displaystyle X} überein.